# ガゼボ (歌手)
ガゼボ（Gazebo、1960年2月18日 - ）はイタリアの歌手。本名パウル・マッツォリーニ（Paul Mazzolini）。レバノン・ベイルート生まれ。

## 人物
イタリア人外交官とアメリカ人歌手を両親にもつ。デビュー前にパンクバンドを組んだ後、1982年にデビュー。1983年にショパンをテーマにした曲、"I Like Chopin"がヨーロッパ各国のチャートをにぎわせたことをきっかけに世界中で大ヒット。1984年一時音楽活動を休止し、軍隊に入隊するが1986年に音楽活動を再開。ポップスとダンスミュージックのジャンルで活躍し、イタリアでは定着した人気がある。
"I Like Chopin"は小林麻美が松任谷由実による日本語詞で「雨音はショパンの調べ」というタイトルでカヴァー、こちらもヒットしている。

## ディスコグラフィー

### アルバム
- Gazebo (Baby Records, 1983)
- Telephone Mama (Baby Records, 1984)
- Univision (Carosello, 1986)
- The Rainbow Tales (Carosello, 1988)
- Sweet Life (Carosello, 1989)
- Scenes from the Broadcast (Lunatic, 1991)
- I Like Chopin: Best of Gazebo (Jimco, 1991) - 日本のみのリリース
- Greatest Hits (Baby Records, 1992)
- Classics (RCA Italiana 1994)
- Portrait (Giungla-BMG Italy, 1994)
- Viewpoint (Softworks, 1997)
- Tears for Galileo (Softworks, 2006)
- Ladies! (iTunes Softworks, 2007)
- The Syndrone (Softworks, 2008)
- I Like ... Live! (Softworks, 2013)
- Reset (Softworks, 2015)
- Italo by Numbers (Softworks, 2018)

### シングル
- "Masterpiece" (1982)
- "I Like Chopin" (1983)
- "Lunatic" (1983) - 邦題では『ルナティック～狂った優雅～』とサブタイトルがつく。その後、小林麻美が『月影のパラノイア』（日本語詞・松任谷由実）、北原佐和子が『予感』（同・遠藤幸三）のタイトルでそれぞれカヴァー。
- "Gimmick!" (1983)
- "Love in Your Eyes" (1983)
- "Telephone Mama" (1984)
- "First!" (1984)
- "For Anita" (1985)
- "Trotsky Burger" (1986)
- "The Sun Goes Down on Milky Way" (1986)
- "Give Me One Day ... / Diamonds Are Forever" (1987)
- "Coincidence" (1988)
- "Dolce Vita" (1989)
- "Fire" (1991)
- "The 14 July" (1991)
- "I like Chopin 1991" (リミックス) (1991)
- "Masterpiece 2K" (リミックス) (2000)
- "Tears for Galileo" (2006)
- "Ladies!" (2007)
- "Virtual Love" (2008)
- "Queen of Burlesque" (2011)
- "Blindness" (2015)